# Cocquerel Churchyard
Cocquerel Churchyard is een begraafplaats gelegen in de Franse plaats Cocquerel (Somme). De militaire graven worden onderhouden door de Commonwealth War Graves Commission.
De begraafplaats telt 1 geïdentificeerd Gemenebest graf uit de Tweede Wereldoorlog.